# Afrixalus clarkei
Afrixalus clarkei é uma espécie de anfíbio anuro da família Hyperoliidae. É considerada espécie em perigo de extinção pela Lista Vermelha da UICN. Está presente em Etiópia.